# مصطفی رحیم‌زاده خوئی
مصطفی رحیم‌زاده خوئی سیاست‌مدار ایرانی بود، که در دوره بیست و چهارم مجلس شورای ملی بعنوان نماینده تبریز از استان آذربایجان شرقی در مجلس شورای ملی حضور داشت.